# 藤本幸夫

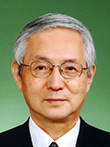
恩賜賞受賞に際して日本学士院より公表された肖像写真

藤本 幸夫（ふじもと ゆきお、1941年- ）は、日本の朝鮮語学者、富山大学名誉教授。専門分野は朝鮮語学・朝鮮文献学。前朝鮮学会副会長。

## 人物・来歴
京都市東山区生まれ。京都大学文学部言語学科卒業、同大学院修士課程修了。韓国ハングル学会・ソウル大学校文理科大学研究員、京都大学文学研究科博士課程単位取得退学、同大学文学部中国語中国文学科・言語学科研修員。大阪大学文学部助手、富山大学人文学部助教授・教授を務め、2007年定年退官、名誉教授・麗澤大学教授、2012年退職、客員教授、京都大学人文科学研究所特任教授・東国大学招聘教授。2021年日本学士院賞・恩賜賞受賞。2022年瑞宝中綬章受章。

## 著書
- 『日本現存朝鮮本研究 集部』京都大学学術出版会, 2006.2
- 『日本現存朝鮮本研究 史部』大韓民国東国大学校出版部, 2018.7

### 編著
- 『日韓漢文訓読研究』編. 勉誠出版, 2014.11
- 『龍龕手鏡〈鑑〉研究』編著. 麗澤大学出版会, 2015.10
- 『書物・印刷・本屋 日中韓をめぐる本の文化史』編著. 勉誠出版, 2021

### 翻訳
- 李基文『韓国語の歴史 改訂3版』大修館書店, 1975
- 安輝濬『韓国絵画史』吉田宏志共訳. 吉川弘文館, 1987.3